# Diaulula
Diaulula is een geslacht van weekdieren uit de klasse van de Gastropoda (slakken).

## Soorten
- Diaulula alba (K. White, 1952)
- Diaulula aurila (Marcus & Marcus, 1967)
- Diaulula cerebralis Valdés, 2001
- Diaulula farmersi Valdés, 2004
- Diaulula flindersi (Burn, 1962)
- Diaulula greeleyi (MacFarland, 1909)
- Diaulula hispida (d'Orbigny, 1834)
- Diaulula immaculata Valdés, 2001
- Diaulula lentiginosa (Millen, 1982)
- Diaulula nayarita (Ortea & Llera, 1981)
- Diaulula nivosa Valdés & Bertsch, 2010
- Diaulula odonoghuei (Steinberg, 1963)
- Diaulula phoca (Ev. Marcus & Er. Marcus, 1967)
- Diaulula punctuolata (d'Orbigny, 1837)
- Diaulula sandiegensis (J. G. Cooper, 1863)
- Diaulula variolata (d'Orbigny, 1837)